# دامیان پتیگرو
دامیان پتیگرو (فرانسوی: Damian Pettigrew‎؛ زادهٔ ۱۹۶۳ میلادی) مؤلف، فیلم‌نامه‌نویس و کارگردان فیلم اهل کانادا است. وی از سال ۱۹۸۲ میلادی تاکنون مشغول فعالیت بوده‌است.
او بابت آثارش برندهٔ جوایز گوناگونی همچون «جایزهٔ بزرگ یونسکو» و «جایزهٔ ای.اف.آ. اف لوزان»، «جایزهٔ ای‌اف‌اف مارسی» و «جایزهٔ راکی» شده است.

## نگارخانه

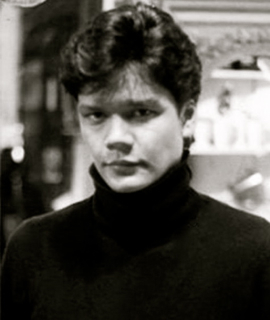
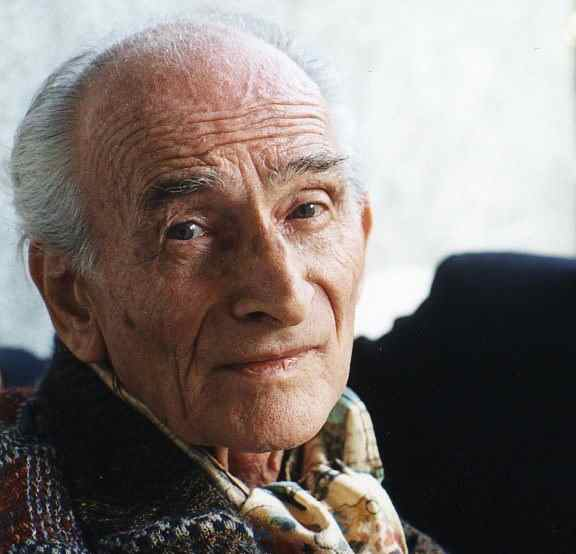
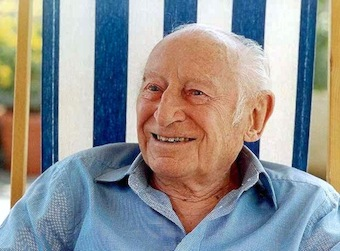
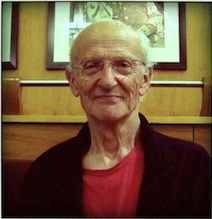